# Pi¹ Ursae Majoris

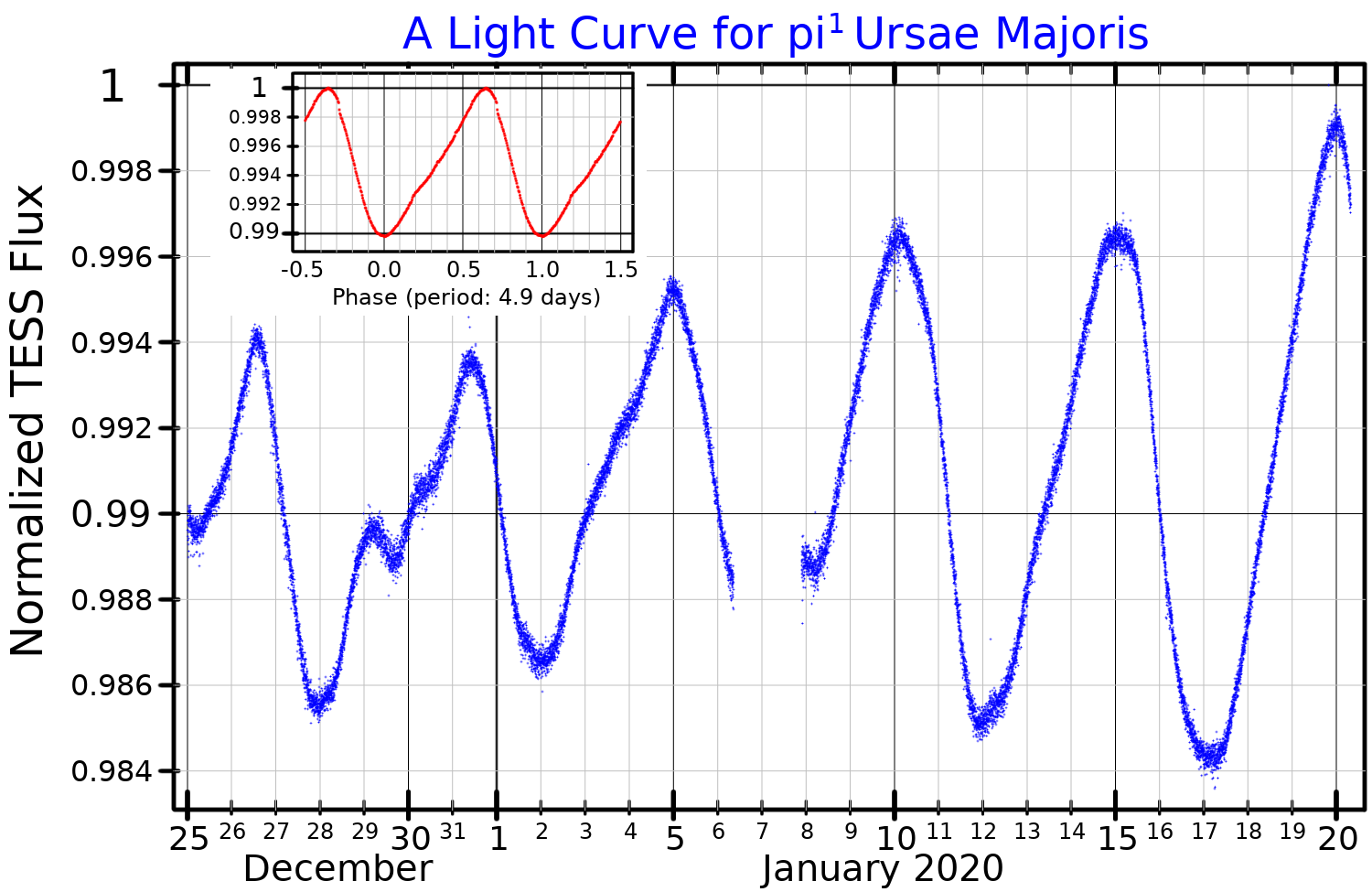
Lichtkromme van Pi UMa

Pi¹ Ursae Majoris is een gele dwerg in het sterrenbeeld Grote Beer, met magnitude van +5,63 en met een spectraalklasse van G0.5V. De ster en bevindt zich 47,09 lichtjaar van de zon.